# Örnanäs
Örnanäs är två närbelägna nordskånska skogsgårdar i Örkeneds socken vid Gårdsjön i Osby kommun. De ligger i ett landskap som formats av ålderdomligt jord- och skogsbruk, som det bedrevs fram till början av 1900-talet.
Det tidigaste belägget för Örnanäs är från 1584, då benämnt Ørnes. Det var ursprungligen en ensamgård, vilken eldhärjades av svenska trupper i april 1678 under Skånska kriget och senare återuppbyggdes. Gården delades mellan två bröder i två brukningsenheter omkring 1810, med den nya östra gården 200 meter öster om den ursprungliga. Örnanäs marker delades vid laga skifte 1831. Under 1900-talet växte åkrar och betesmarker igen på den västra gården. På den östra gården fortsatte markerna att hävdas. Denna brukades av Thure Nilsson från 1980 och in på 2000-talet. Hans skogsbruk dömdes ut som alltför lågproduktivt av Skogsstyrelsen, som krävde att skogen skulle kalhuggas. Thure Nilsson motarbetade detta, och fortsatte att avverka träden individuellt. Julen 1902 hade Örkeneds socken drabbats av en kraftig storm, som ledde till att merparten av Örnanäs tallskog ramlade. Skogen fick sedan växa upp på egen hand, med dominans av gran. Förutom barrskog finns ek, bok, björk och hassel. Mogna träd har plockhuggits för husbehov, och skogen består av träd av – förutom många olika arter – träd av olika ålder. Numera sker också återigen skogsbete av husdjur.
Gårdarna på tillsammans 70 hektar blev det första kulturreservatet i Skåne 2006. Här skyddas inte bara naturen utan hela den kulturhistoriska miljön med landskap, hus, kunskaper och traditioner. I kulturreservatet Örnanäs vill man visa utvecklingen för en gård i skogslandskapet. Här får man möjlighet att uppleva hur både boendemiljön och landskapet kan ha tett sig för över hundra år sedan. I gårdarnas marker finns spår av gammalt skogsbruk, som tjärdalar, kolningsgropar, kolbottnar, beckgrytor och stengärdesgårdar. På den tidigare, ursprungliga, västra gården står enbart en byggnad kvar, "Huggeboa". Boningshuset på östra gården har byggts om vid flera tillfällen, men aldrig moderniserats helt.
Gårdarna är fortfarande två separata fastigheter: den privatägda östra gården och den av Svenska kyrkan ägda västra gården.

## Bildgalleri

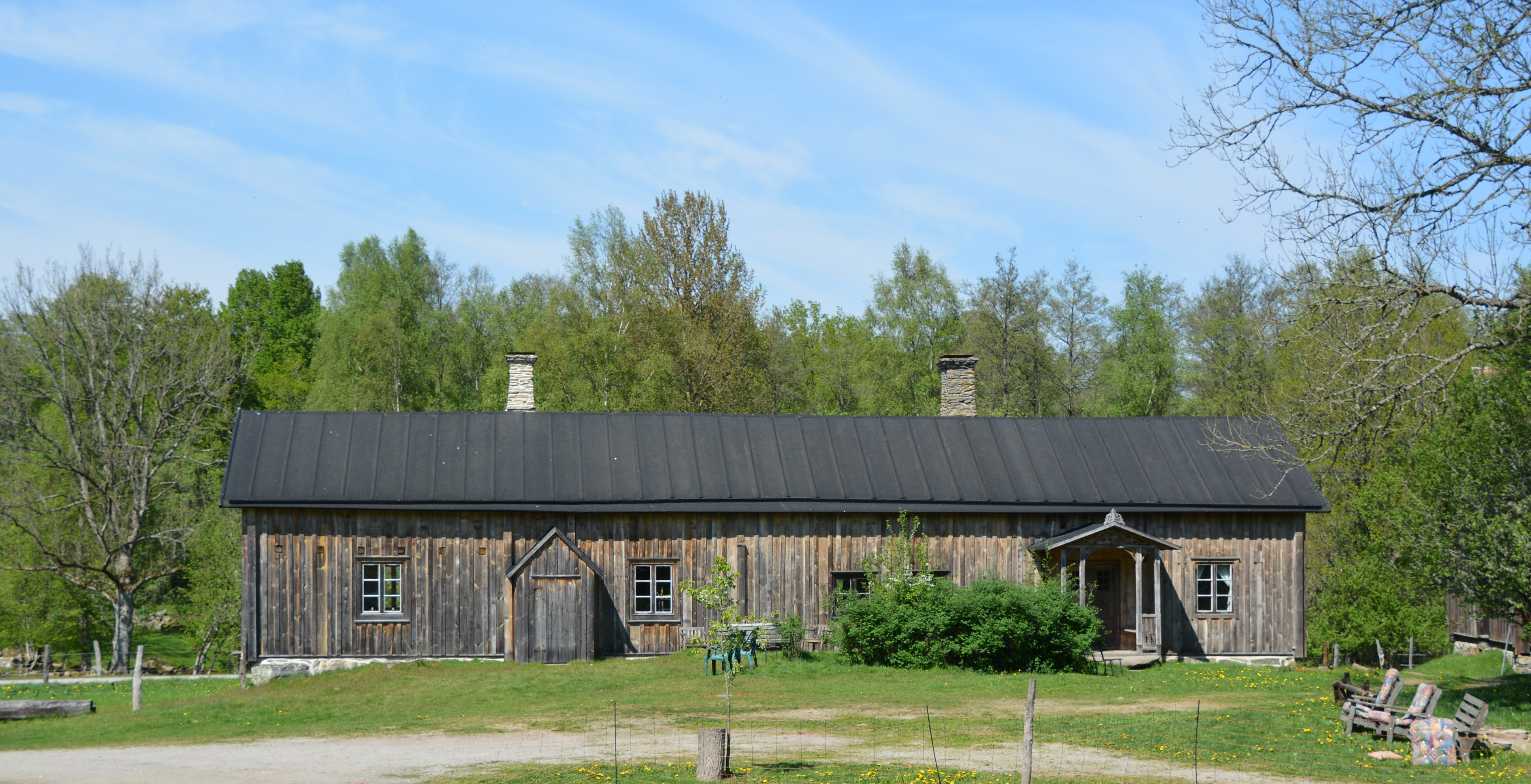
Manbyggnaden
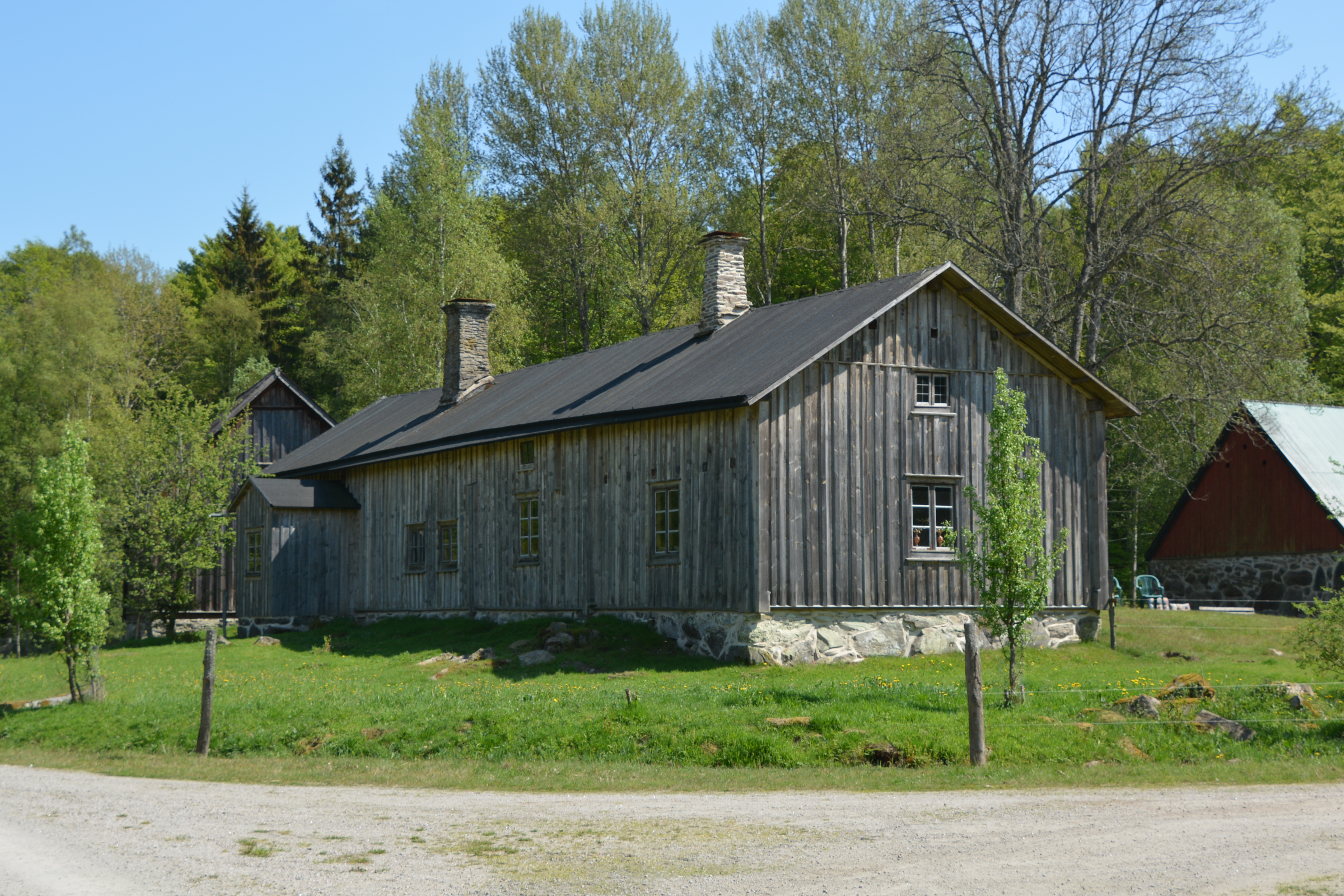
Manbyggnaden
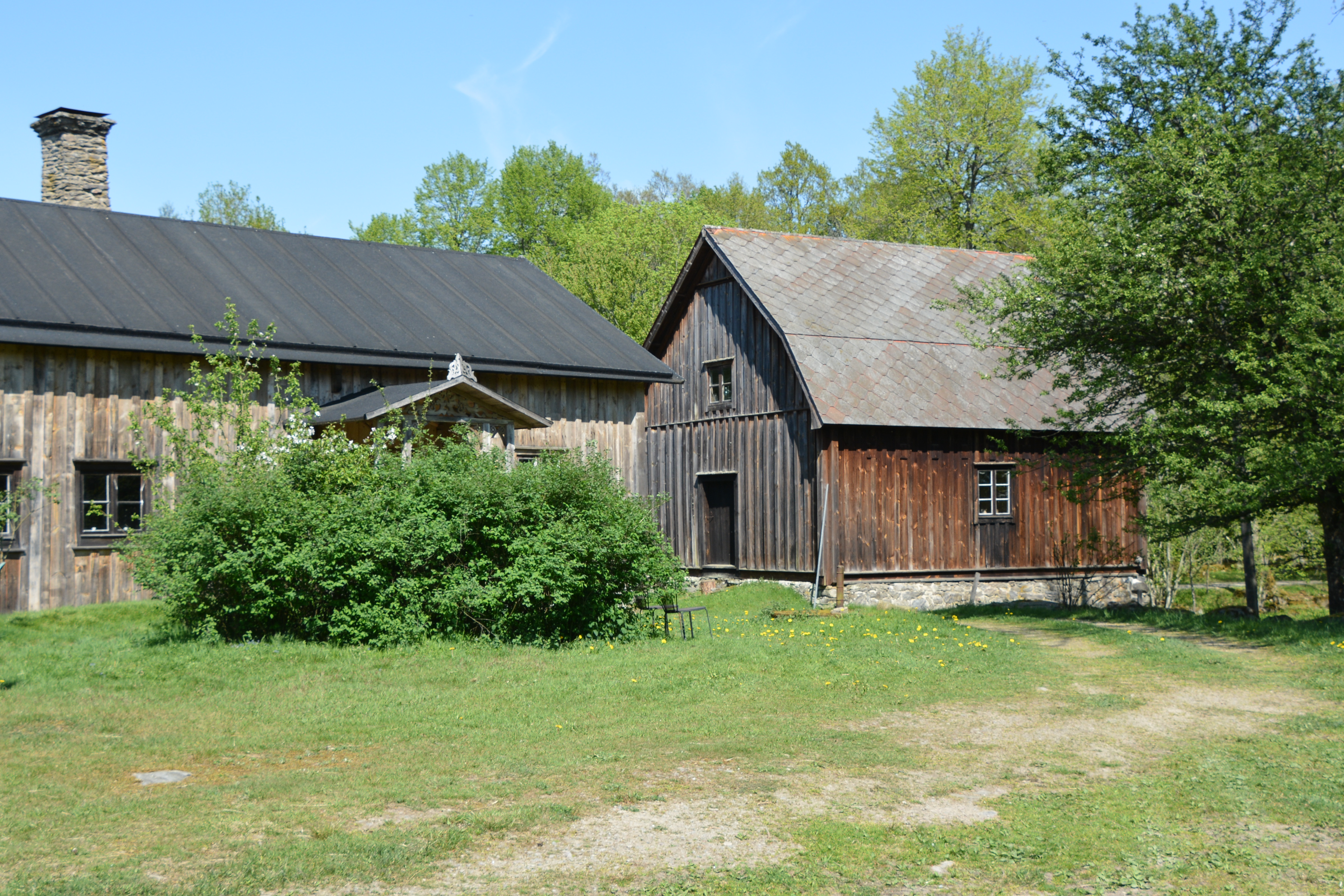
Manbyggnaden med nybyggnad
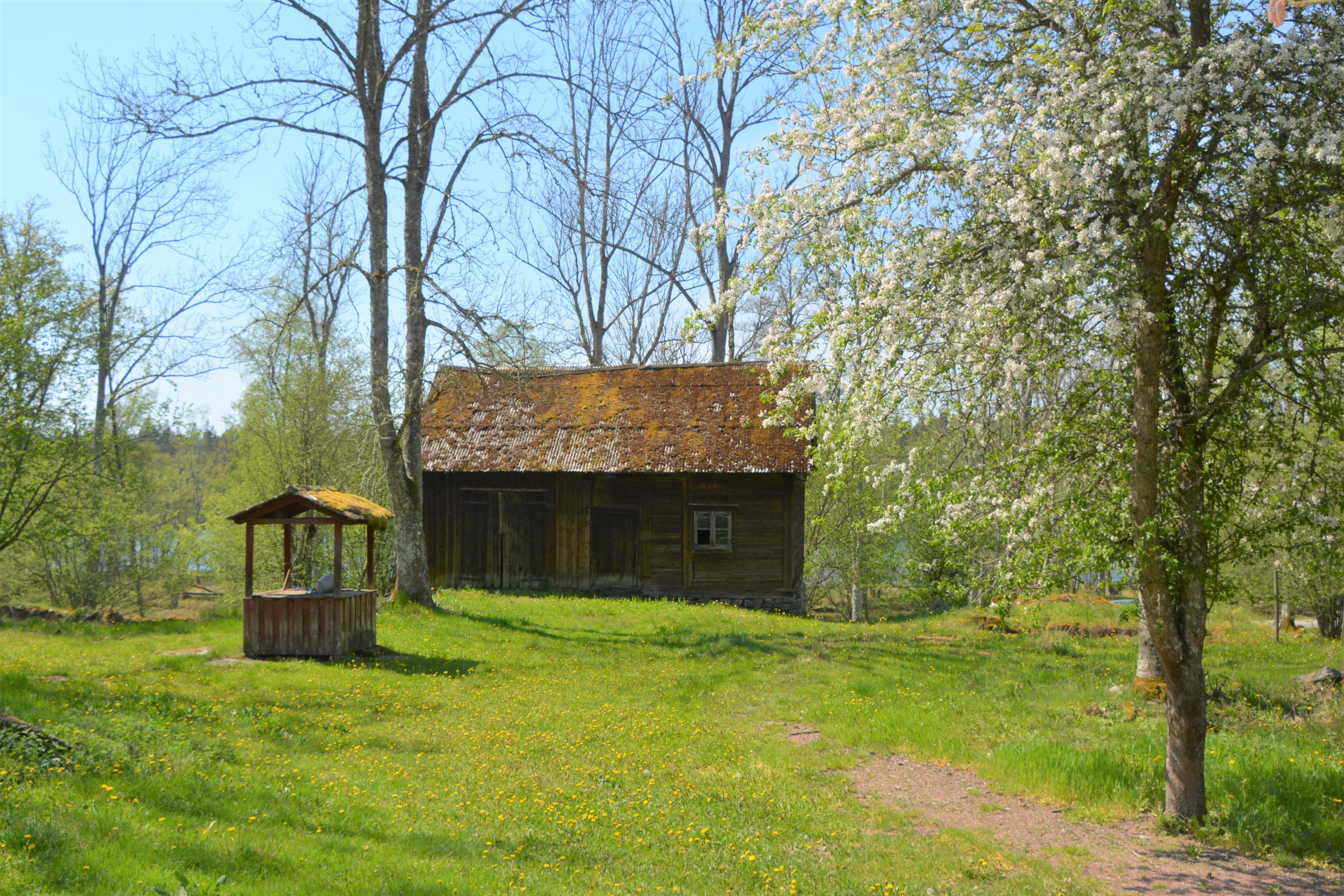
Huggeboa
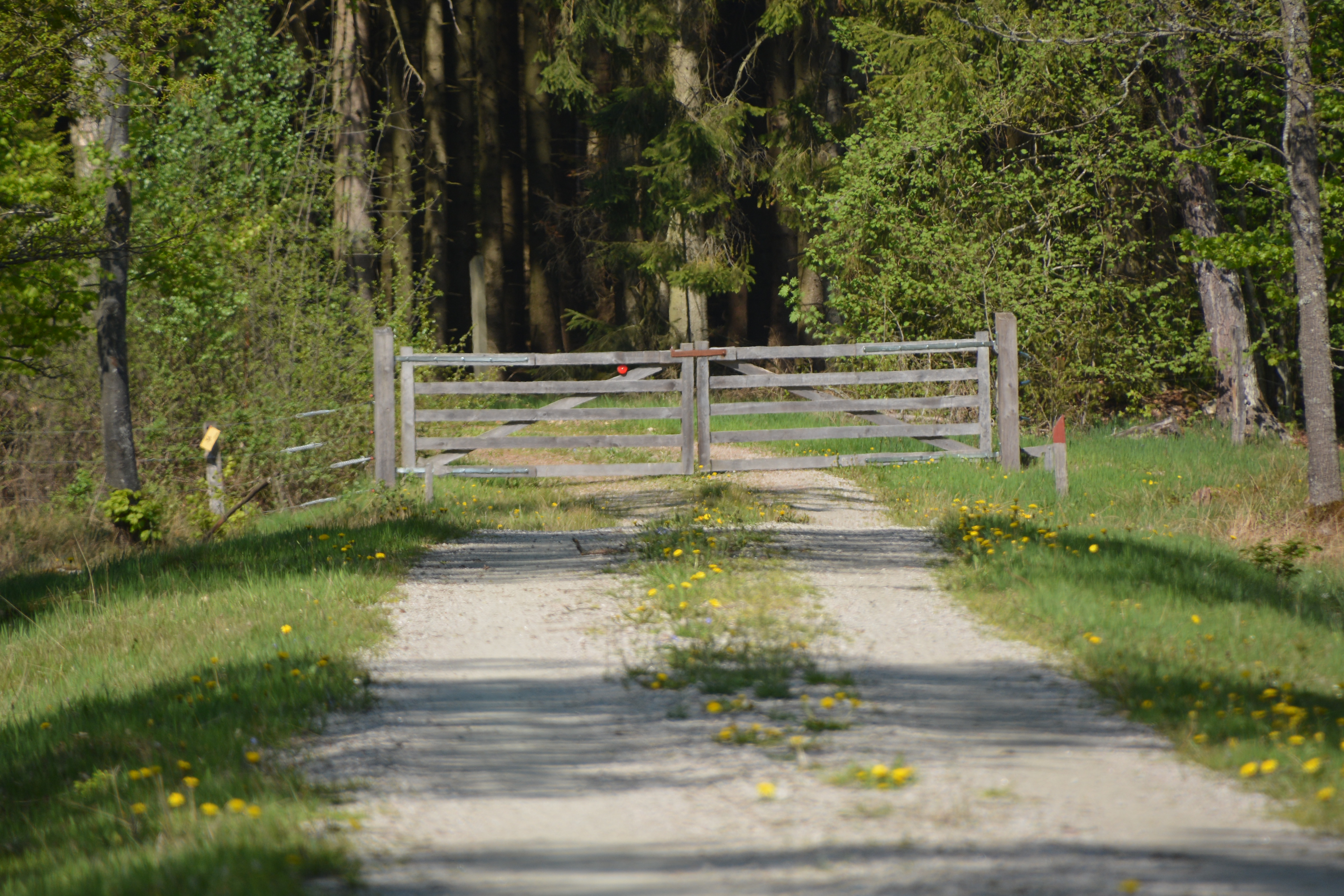
Grind
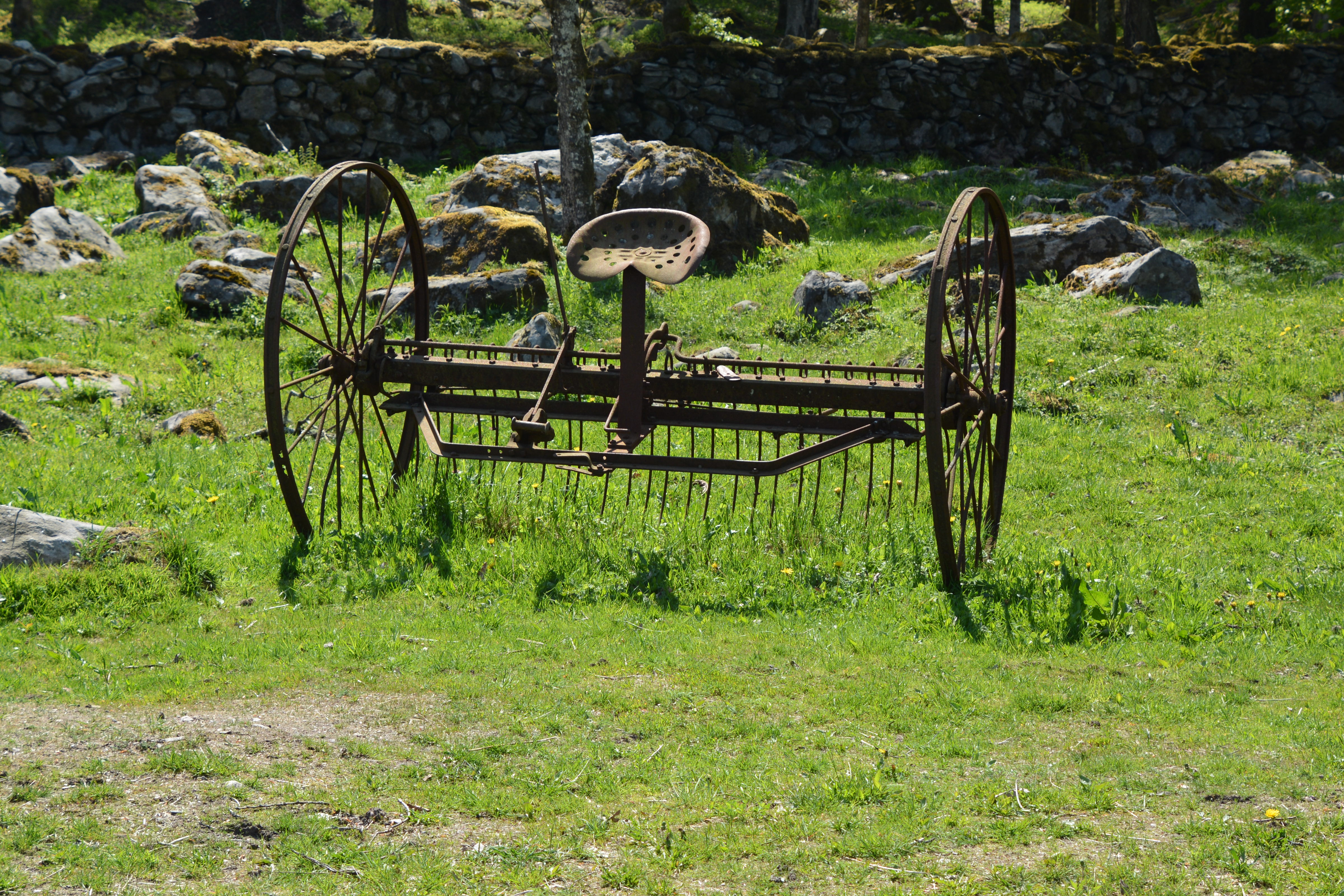
Hästräfsa
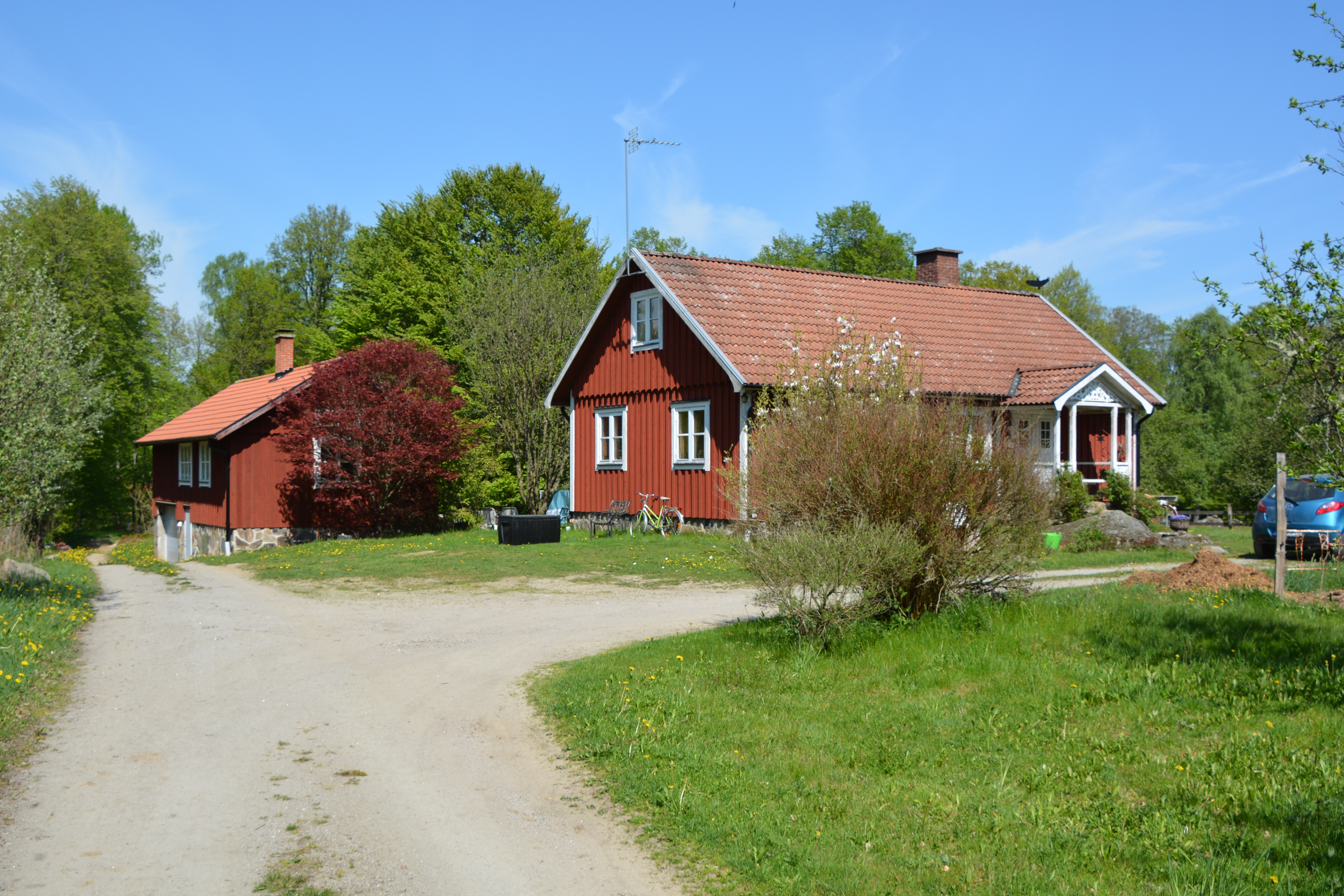
Nya byggnaderna